# Mistrzostwa Azji w Judo 2019
Mistrzostwa Azji i Oceanii rozegrano w Fudżajrze w ZEA w dniach 20–23 kwietnia 2019 roku, na terenie "Sheikh Zayed Sports Complex".

## Tabela medalowa
Gospodarz zawodów został zaznaczony kolorem.
| Poz.  | Państwo                      |    |    |    | Łącznie |
| ----- | ---------------------------- | -- | -- | -- | ------- |
| 1.    | Japonia                      | 5  | 1  | 4  | 10      |
| 2.    | Mongolia                     | 3  | 2  | 4  | 9       |
| 3.    | Korea Południowa             | 2  | 4  | 6  | 12      |
| 4.    | Chiny                        | 2  | 1  | 4  | 7       |
| 5.    | Kazachstan                   | 1  | 2  | 3  | 6       |
| 6.    | Uzbekistan                   | 1  | 2  | 2  | 5       |
| 7.    | Korea Północna               | 1  | 0  | 1  | 2       |
| 8.    | Tadżykistan                  | 0  | 2  | 0  | 2       |
| 9.    | Chińskie Tajpej              | 0  | 1  | 0  | 1       |
| 10.   | Australia                    | 0  | 0  | 3  | 3       |
| 11.   | Kirgistan                    | 0  | 0  | 2  | 2       |
| 12.   | Zjednoczone Emiraty Arabskie | 0  | 0  | 1  | 1       |
| Razem | Razem                        | 15 | 15 | 30 | 60      |

## Mężczyźni
| Waga    | Złoto:                       | Srebro:                 | Brąz:                   | Brąz:               |
| 60 kg   | Genki Koga                   | Yang Yung-wei           | Enchtajwany Ariunbold   | Gusman Kyrgyzbajew  |
| 66 kg   | Jerłan Serykżanow            | Jełdos Żumakanow        | Jondonperenlejn Baschüü | Artur Te            |
| 73 kg   | Cend-Ocziryn Cogtbaatar      | An Chang-rim            | Victor Scvorțov         | Hikmatilloh Turayev |
| 81 kg   | Otgonbaataryn Uuganbaatar    | Sharofiddin Boltaboyev  | Lee Sung-ho             | Hikaru Tomokiyo     |
| 90 kg   | Kosuke Mashiyama             | Komronshokh Ustopiriyon | Isłam Bozbajew          | Bu Hebilige         |
| 100 kg  | Lchagwasürengijn Otgonbaatar | Won Jong-hoon           | Muxammadkarim Xurramov  | Kayhan Takagi       |
| +100 kg | Kim Sung-min                 | Temur Rachimow          | Kim Min-jong            | Jurij Krakowiecki   |

## Kobiety
| Waga            | Złoto:             | Srebro:                     | Brąz:                | Brąz:                       |
| 48 kg           | Li Yanan           | Galbadrachyn Otgonceceg     | Aya Sakagami         | Lee Hye-kyeong              |
| 52 kg           | Diyora Keldiyorova | Lchagwasürengijn Sosorbaram | Rina Tatsukawa       | Rim Song-sim                |
| 57 kg           | Kim Jin-a          | Kana Tomizawa               | Siewara Niszanbajewa | Lkhagvatogoogiin Enkhriilen |
| 63 kg           | Yang Junxia        | Boldyn Ganchajcz            | Tang Jing            | Katharina Haecker           |
| 70 kg           | Shiho Tanaka       | Gulnoza Matniyazova         | You Je-young         | Aoife Coughlan              |
| 78 kg           | Mao Izumi          | Ma Zhenzhao                 | Yoon Hyun-ji         | Lee Jeong-yun               |
| +78 kg          | Kim Min-jeong      | Han Mi-jin                  | Wang Yan             | Akari Inoue                 |
| Drużynowo mikst | Japonia            | Korea Południowa            | Chiny                | Mongolia                    |